# 道の駅茶の里 東白川
道の駅茶の里 東白川（みちのえき ちゃのさと ひがししらかわ）は、岐阜県加茂郡東白川村にある国道256号の道の駅である。

## 施設
- 駐車場
  - 普通車：15台
  - 大型車：2台
  - 身障者用：2台
- トイレ
  - 男：大 3器（2器） 小 5器（3器）
  - 女：7器（5器）
  - 身障者用：1器（1器）

※（）内は24時間使用可能
- 公衆電話
- 特産品コーナー
- 飲食コーナー
- 休憩コーナー
- 瀬音公園

## 休館日
- 11月～3月の毎週火曜日（祝日の場合は翌日）
- 4月～10月  無休

## アクセス
- 国道256号 - 登録路線

## 周辺
- 中央自動車道 中津川IC